# Lage Gudmundsen Litle
Lage/Lave Gudmundsen Litle (født ca. 1195 – død 1252) var ridder og en af kong Abels højt betroede hofmænd. Han myrdede kong Erik Plovpenning for Abel og var med til at sænke Eriks lig i Slien i år 1250. Det skete, for at Abel kunne blive konge over Danmark. Det afsluttede samtidig en mangeårig borgerkrig. Lage skulle selv to år efter været blevet slået ihjel i Kiel af en tysk ridder efter et skænderi over et brætspil.
Lage var søn af ridder Gudmund Litle. Han var gift med Ingeborg, datter af Anders Grosen Ulfeldt og Cecilia, datter af Esbern Snare og niece til Absalon. Han efterlod sig børnene Lage Lagsen Litle og Cecilie Lagesdatter Litle.

## Notater
1. ↑  C.F.Bricka: Dansk biografisk lexikon, bd. VI, side 278